# Незакінчена любов
«Незакінчена любов» (англ. An Unfinished Affair) — американський телевізійний кінофільм, режисером якого став Род Гарді (Rod Hardy).

## Сюжет
Будучи впевненим, що дружина вмирає від невиліковної хвороби, герой Алекс Коннор заводить інтрижку зі студенткою. Коли дружина дивом одужала, він розриває стосунки з коханкою. Шейла у помсту заводить роман з його сином.

## Головні ролі
- Дженні Гарт — Шейла Гарт
- Тім Матісон — Алекс Коннор
- Лі Тейлор-Янг — Синтія Коннор
- Пітер Фачинеллі — Рік Коннор